# Février 1825

## Événements
- 9 février - 4 mars : début de la présidence de coalition de John Quincy Adams aux États-Unis (fin en 1829). L’élection de John Quincy Adam, artisan de la Doctrine Monroe, provoque la fureur des partisans d’Andrew Jackson qui se regroupent pour former le parti démocrate, opposé aux républicains nationaux.

- 26 février : les troupes de Méhémet Ali, appelées par le sultan, débarquent dans le Péloponnèse. Prise de Navarin (Pylos) par Ibrahim Pacha.

## Naissances
- 8 février : Henry Walter Bates (mort en 1892), entomologiste britannique.
- 10 février : Émile Bin, peintre, aquafortiste et homme politique français († 4 septembre 1897).
- 12 février : Félix Féréol, médecin français († 4 décembre 1891).
- 20 février : Alfred Duméril (mort le 16 août 1897), historien français
- 26 février : Ludwig Rütimeyer (mort en 1895), paléontologue, zoologiste et anatomiste suisse.
- 27 février : Guillaume-Marie-Romain Sourrieu, cardinal français, archevêque de Rouen († 16 juin 1899).

## Décès
- 20 février : Adrien Pierre Marie Haincque, (né le 27 novembre 1749) personnalité politique.